# خالد بن محسن الشاعري
خالد بن محسن الشاعري (مواليد 28 فبراير 1991) هو رجل سعودي صنف على أنه أثقل شخص حي في أغسطس عام 2013 وثاني أثقل شخص مسجلٍ في التاريخ بوزن بلغ 610 كيلوغرام (1,340 رطل؛ 96 ستون)، و جون بروير Minnoch هو أثقل شخص مسجلٍ في التاريخ. وقد كان مؤشر كتلة الجسم لخالد 204 ، وهو أعلى مؤشر كتلة سجل على الإطلاق. وقد أمر الملك عبد الله بن عبد العزيز بنقله من منزله الذي لم يغادره لمدة عامين إلى الرياض لتلقي العلاج.  فقد خالد 320 كيلوغرام (710 رطل؛ 50 ستون) خلال فترة العلاج التي دامت ستة أشهر وهذا الوزن أكثر من نصف وزن جسمه.
ذكرت العربية في نوفمبر 2017 بأنه قد فقد 542 كيلوغرام (1,195 رطل؛ 85.4 ستون) ويزن الآن 68 كيلوغرام (150 رطل؛ 10.7 ستون).